# Dialogische Führung
Dialogische Führung, auch als Dialogische Kultur bezeichnet, ist ein in der Forschungsstelle Dialogische Kultur weiterentwickeltes Prinzip der Zusammenarbeit. Ursprünglich ist sie aus der Arbeit des Friedrich von Hardenberg Institut für Kulturwissenschaften in Heidelberg hervorgegangen. Das Institut wurde 2023 geschlossen. „Die Dialogische Kultur ist Grundlage für eine Zusammenarbeit in Unternehmen und Organisationen, die auf der Eigenständigkeit der Mitwirkenden beruht.“

## Entstehungsgeschichte
Seit Mitte der 1980er Jahre wurde im Friedrich von Hardenberg Institut die „Veränderung des Denkens in verschiedenen Bereichen“, z. B. „in der Arbeitswelt“, untersucht. Damals kam, ausgehend von der Alternativkultur, der Ruf nach ‚Arbeiten ohne Hierarchie‘ auf. Die Untersuchungen ergaben, dass dies ohne die Ausbildung neuer Fähigkeiten nicht erfolgversprechend realisiert werden könne. „Soziale Erneuerung läßt sich nicht an der individuellen Bewußtseinsverwandlung der Beteiligten vorbeimogeln.“
Aus den Vorarbeiten wurde anlässlich verschiedener Anfragen Anfang der 1990er Jahre die Dialogische Führung als neues Führungsprinzip ausgearbeitet, das seither in verschiedenen Unternehmen, Organisationen und Bildungseinrichtungen erprobt wird. Gefragt ist eine Zusammenarbeit, die einen Weg von fremdbestimmter Führung zu eigenverantwortlicher Führung bahnt. Dazu gehört:
- Die Zusammenarbeit baut darauf auf, dass jeder Einzelne unabhängig von seiner Rolle und Funktion als eigenständige Persönlichkeit geachtet wird.
- Allen Beteiligten wird ermöglicht, ihre Arbeit so zu gestalten, dass sie dabei das sich ständig verändernde Ganze in den Blick nehmen können.
- Geschätzt wird die Originalität aller.
- Das Handeln baut auf den Initiativen der Einzelnen auf.

Dialogische Führung bezieht sich auf die individuellen Einzelnen, die als Erwachsene ernst genommen werden: „Einer dialogischen Führung geht es nicht darum, den Mitarbeiter zu ändern. Führungskräfte haben weder einen Erziehungs- noch einen Therapievertrag. Es geht um Beziehung, nicht um Behandlung.“
Zunächst standen Führungsfragen im Vordergrund. Je mehr in einer Organisation Selbstführung praktiziert wird, desto mehr treten klassische Führungsmaßnahmen in den Hintergrund und die gesamte Unternehmenskultur verändert sich. So wird die Dialogische Führung inzwischen bevorzugt Dialogische Unternehmenskultur oder, auch auf andere Lebensbereiche bezogen, Dialogische Kultur genannt.
„Die seit Ende des 20. Jahrhunderts zunehmende Uneindeutigkeit der Phänomene, ihre Wechselhaftigkeit, die Komplexität der Zusammenhänge und die dadurch überall entstehende Ungewissheit im Hinblick auf die Zukunft fordern neuartige Zugriffe.“ Die Forschungsstelle Dialogische Kultur stellt sich seit der Schließung des Hardenberg Instituts diesen Herausforderungen auf der Grundlage der Dialogischen Kultur.

## Dialog
Die Dialogische Kultur rekurriert auf die ursprüngliche Bedeutung des Wortes „Dialog“ (gr. dialogos) in der Frühzeit der europäischen Geistesgeschichte bei Sokrates. Dialog war bei Sokrates „[n]icht die Wechselrede zwischen zwei oder mehreren Personen [...], sondern der Ausgang von einer gemeinsamen oder gegebenenfalls erst noch gemeinsam zu erarbeitenden Fragestellung.“ Dialog meint in diesem Sinne ein Denken, Sprechen und Handeln, durch das der Logos hindurchgeht. Der Logos ist für Heraklit nicht nur die Lenkungsinstanz der Welt, sondern er wohnt auch in der Seele jedes Menschen. Dadurch kann jeder Mensch einen unmittelbaren Zugang zur Wirklichkeit finden.
Dem Dialog ist in der zweiten Hälfte des 20. Jahrhunderts zunehmend mehr Aufmerksamkeit zugekommen. „Dabei aber wird ‚Dialog‘ oftmals auf ein Verhaltensmuster reduziert nicht als innere Kraft verstanden; und so kommt es häufig zu Scheinformen des Dialogischen.“ Dialogisches sei zwar durchaus im Blick, aber „statt es als solches zur Geltung zu bringen, imitiert man einzelne Elemente. Man schminkt die Diskussion so lange, bis sie nach Dialog aussieht.“ Davon unterscheidet sich die Dialogische Führung mit ihren sokratischen Wurzeln.

## Führungsverständnis
Dialogische Führung steht „in auffallendem Gegensatz“ zu „dem weit verbreiteten und an den Business Schools gelehrten Verständnis für Führung.“ Es kommt bei ihr auf jeden Einzelnen an. Der Individualismus wird als Sozialprinzip gewürdigt: „Gemeinschaft kommt nicht trotz der Individuen zu Stande, sondern durch sie.“ „Dialogische Führung ist nichts Sanft-Alternatives. Sie fordert den Einzelnen stärker als eine Führung durch Anweisung und Kontrolle.“ Die Eigenständigkeit des Einzelnen „beruht nicht einfach auf der Aufweichung von Führungshierarchie durch Partizipation u. ä.“ Insoweit geht Dialogische Führung „über kooperative oder systemische Führung hinaus.“ Sie ist weder ein Verfahren noch eine Methode, die nach vorgegebenen Schritten erlernt, implantiert und evaluiert werden kann, vielmehr eine Kunst der Zusammenarbeit, die man sich gemeinsam in der Praxis erarbeitet.

## Belege
- Zwischen Novalis und Drogeriemarkt. In: Rhein Neckar Zeitung (RNZ), Nr. 108, 9. Mai 2008, S. 9.
- Reinhard K. Sprenger: Führen für Erwachsene. In: brand eins. Bd. 4, Heft 10, 2002, S. 154–155.
- Gerd Weidenhausen: Selbstbestimmung oder Selbstausbeutung? Der Wandel der Arbeit angesichts neuer Identitätskonzepte. In: Die Drei. Bd. 83, Heft 3, 2013, ISSN 0012-6063, S. 11.
- Judith Lübke: Dialogische Führung – The Potential for Implementation in German Independent Hotels. IUBH, 2013